# Альдо де Нігріс
Альдо де Нігріс (ісп. Aldo de Nigris, нар. 22 липня 1983, Монтеррей) — мексиканський футболіст, нападник клубу «Гвадалахара». Мав старшого брата Антоніо, який також був професійним футболістом і помер 2009 року.
Насамперед відомий виступами за клуби «УАНЛ Тигрес» та «Монтеррей», а також національну збірну Мексики.

## Клубна кар'єра
Народився 22 липня 1983 року в місті Монтеррей. Вихованець футбольної школи клубу «Монтеррей».
У дорослому футболі дебютував 2002 року виступами за «УАНЛ Тигрес», в якому провів п'ять сезонів, взявши участь у 86 матчах чемпіонату.
Влітку 2007 року перейшов у «Веракрус», але провівши там лише рік перейшов в клуб «Некакса». Там теж не зміг стати основним нападником, програвши конкуренцію Уго Родальєзі, через що 2009 року був відданий в оренду в рідний «Монтеррей», який після завершення терміну оренди викупили контракт гравця. А
льдо відіграв за команду з Монтеррея чотири своєї ігрової кар'єри. Більшість часу, проведеного у складі «Монтеррея», був основним гравцем атакувальної ланки команди. У складі «Монтеррея» був одним з головних бомбардирів команди, маючи середню результативність на рівні 0,36 голу за гру першості. У складі «смугастих» тричі поспіль вигравав Лігу чемпіонів КОНКАКАФ, а також двічі ставав чемпіоном Мексики. Всього встиг відіграти за команду з Монтеррея 141 матч в національному чемпіонаті і забити 53 голи.
Влітку 2013 року приєднався до складу «Гвадалахари».

## Виступи за збірні
2003 року залучався до складу молодіжної збірної Мексики на молодіжному чемпіонаті світу в ОАЕ. На молодіжному рівні зіграв у 3 офіційних матчах, забив 1 гол.
24 лютого 2010 року дебютував в офіційних матчах у складі національної збірної Мексики в товариській грі проти збірної Болівії.
У складі збірної був учасником розіграшу Золотого кубка КОНКАКАФ 2011 року у США, здобувши того року титул континентального чемпіона, та розіграшу Кубка Конфедерацій 2013 року у Бразилії.
Наразі провів у формі головної команди країни 25 матчів, забивши 9 голів.

## Титули і досягнення
- Переможець ліги чемпіонів КОНКАКАФ (3): 2011, 2012, 2013
- Чемпіон Мексики (2): 2009(А), 2010(А)
- Володар Золотого кубка КОНКАКАФ (1): 2011
- Переможець Інтерліги Мексики: 2005, 2006, 2010